# 1891 en Lorraine
Chronologie de la Lorraine
- 1887
- 1888
- 1889
- 1890
- 1891
- 1892
- 1893
- 1894
- 1895

Cette page est une liste d'événements qui se sont produits durant l'année 1891 en Lorraine.

## Éléments de contexte
- Organisation des premiers groupes syndicaux dans le bassin industriel de Nancy[1].

## Événements

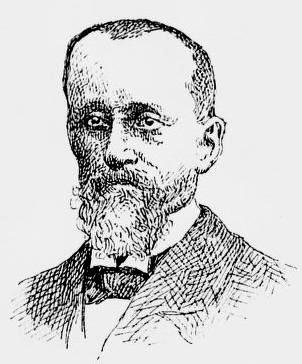
Camille Krantz.

- Abandon du passeport en Alsace-Lorraine annexée[2].
- Premiers embouteillages d'eau minérale de Contrexéville[3].
- Alfred Brugnot est élu sénateur des Vosges, après en avoir été député de 1881 à 1891. Il siège à gauche et se consacre aux questions juridiques et financières.
- Camille Krantz est élu député des Vosges. Il siège jusqu'en 1910.
- Augustin et Antonin Daum initient un atelier de création au sein de la verrerie familiale de Nancy[4].

- 4 janvier : Jules Ferry est élu sénateur des Vosges[5].

## Inscriptions ou classements aux titre des monuments historiques
- En Moselle : Église Saint-Michel de Zetting[6]

## Naissances

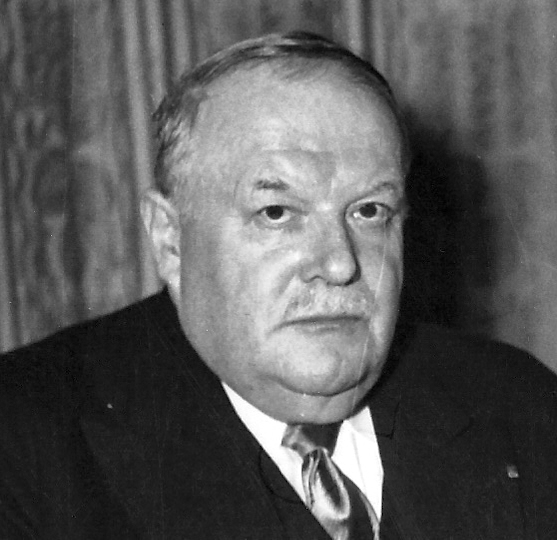
Marcel Arnould

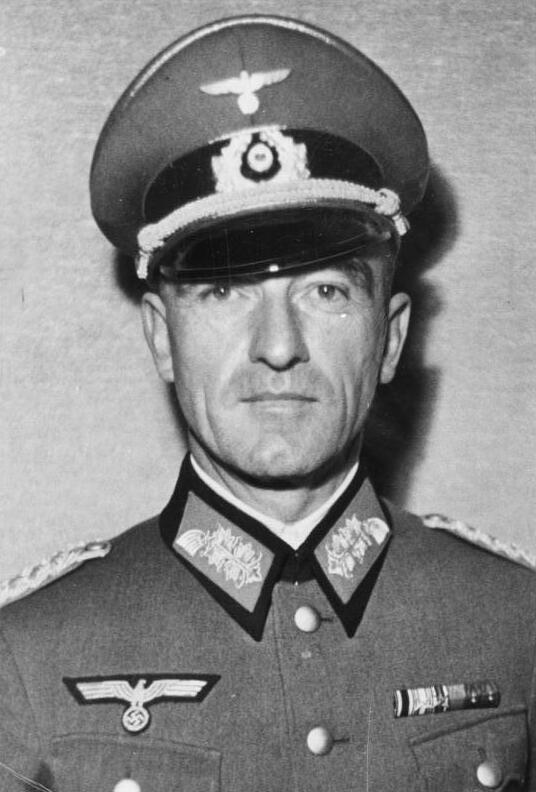
Eugen Müller

- à Gondrecourt-le-Château : Henri Cordebard, décédé en 1977 à Nancy, inventeur de la méthode nitrochromique de dosage de l'alcool dans le sang[7]. Il a été professeur à la Faculté de Pharmacie à Nancy[8],[9].
- À Metz : Hans Lasser (décédé en 1932) est un peintre figuratif allemand, actif en Allemagne dans les années 1920.
- 20 février à Metz : Emil Heinrich Diehl (décédé le 4 novembre 1933), homme politique allemand[10]. Membre du NSDAP, il fut élu au Parlement prussien en 1932.
- 13 mars à Metz, en Moselle annexée : Bruno Fürst[11] (décédé en 1965), juriste germano-américain. Il est connu pour sa méthode de développement de la mémoire[12].
- 15 mars à Malzéville : Étienne Cournault, peintre, graveur et décorateur français mort à Malzéville en 1948.
- 29 mars à Saint-Dié : Yvan Goll[13], nom de plume d'Isaac Lang,  mort à Neuilly-sur-Seine le 27 février 1950, poète, écrivain trilingue allemand, anglais et français et traducteur.
- 28 mai à Rosières-aux-Salines : Camille Léopold Simonin, mort le 25 septembre 1961 à Brou (Eure-et-Loir), professeur à la Faculté de médecine de l'université de Strasbourg. Il est directeur de l'Institut de médecine légale et de médecine sociale de l'université de Strasbourg en 1955.
- 8 juin à Épinal : Marcel Arnould, mort le 18 avril 1955 à Paris, est un agent d'affaires et un homme politique vosgien de la IIIe République. En 1946 il crée la FNAIM (Fédération nationale des groupements professionnels d'agents et de mandataires en vente de fonds de commerce), devenue depuis Fédération Nationale de l'immobilier, dans le but d’assainir la profession.
- 14 juin à Saint-Dié-des-Vosges : Marcel Ruotte, fonctionnaire français impliqué dans un trafic d'influence relatif à des nominations dans l'ordre de la Légion d'honneur, ou affaire des décorations de 1926.
- 20 juin à Mirecourt : Fernand Lamaze[14], mort le 6 mars 1957 dans le 6e arrondissement de Paris[15],[16], obstétricien et résistant français, reconnu comme le développeur de la méthode d’accouchement sans douleur qui porte son nom[17].
- 25 juin à Frouard : Georges Jean Condé, dit Geo Condé (ce qui se prononce Jo Condé), artiste, peintre, sculpteur, céramiste et marionnettiste français mort le 3 juin 1980 à La Poste-de-Velaine, (commune de Velaine-en-Haye) où il résidait depuis 1960.
- 19 juillet à Metz-Plantière : Eugen Müller (décédé le 24 avril 1951 à Berlin), général allemand de la Seconde Guerre mondiale. D’octobre 1940 jusqu'à la fin de la Seconde Guerre mondiale, il fut un haut responsable chargé des questions juridiques à l’État-major de l'armée de terre allemande.
- 10 septembre à Nancy : Georges Poirot, mort le 26 mai 1983 à Nancy (Meurthe-et-Moselle), archéologue et préhistorien français.
- 26 septembre à Metz : Arthur von Briesen (décédé le 15 mai 1981 à Constance), général allemand de la Seconde Guerre mondiale. Il a été commandant de Prague de 1939 à 1944.
- 2 octobre à Varennes-en-Argonne : Lucien Jacques, mort le 11 avril 1961 à Nice, poète, éditeur, peintre, dessinateur, graveur et danseur.
- 18 octobre à Épinal : René Paul Camille Cornemont[18], mort le 6 juillet 1978 à Thonon-les-Bains (Haute-Savoie)[19], aviateur français. Pilote de guerre durant la Première Guerre mondiale, il est décoré à plusieurs reprises. Il est surtout connu pour un événement marquant dans l'histoire de l'aviation civile mondiale. Le 25 décembre 1918, avec un Salmson 2A2, il effectue entre Toulouse et Barcelone le vol inaugural des « Lignes aériennes Latécoère » (future Aéropostale), avec comme passager son patron Pierre-Georges Latécoère[20].
- 4 novembre à Metz : Le comte Klaus von Baudissin (décédé le 20 avril 1961 à Itzehoe), historien d'art allemand[21]. Directeur du musée Folkwang d'Essen de 1933 à 1938, il a été l'un des commissaires de l'exposition sur l'Art dégénéré en 1937. Il a ensuite été officier dans la Waffen-SS de 1939 à 1945.
- 10 novembre à Gondrecourt-le-Château : Henri Cordebard, décédé le 12 septembre 1977 à Nancy[22], inventeur de la méthode nitrochromique de dosage de l'alcool dans le sang[7].
- 23 décembre à Toul : 
  - Jeanne Ancelet-Hustache, morte le 13 juin 1983 à Villejuif[23], germaniste française, traductrice et spécialiste de la mystique rhénane.
  - Pierre de Serre de Saint-Roman, disparu dans l'Atlantique Sud, vers les côtes du Brésil, le 6 mai 1927, aviateur français.
- 27 décembre au Val-d’Ajol : Del Antoine Gaston Vial, mort le 10 janvier 1982 au Val-d’Ajol, as de l’aviation français de la Première Guerre mondiale. Il remporta huit victoires aériennes[24].
- 29 décembre à Metz : Otto Krueger (décédé en 1976), général allemand de la Luftwaffe, actif pendant la Seconde Guerre mondiale. Il fut commandant du Flughafen-Bereichskommando 9/XI en avril 1942[25]

## Décès
- 13 janvier à Nancy : Victor-Charles-Maurice de Foblant (né le 5 février 1817 à Dieuze), militaire et homme politique français.
- 28 janvier à Lorry-lès-Metz : Caroline Carré de Malberg, née Caroline Barbe Colchen le 8 avril 1829 à Metz (France), est la fondatrice, avec l’abbé Henri Chaumont[26] (1872), de la société des filles de saint François de Sales[27] et de sa branche missionnaire les Salésiennes missionnaires de Marie Immaculée.
- 9 avril : Paul Crampel, né à Nancy le 17 novembre 1864, explorateur français de l'Afrique centrale.
- 2 juin à Nancy : Ferdinand Kauffer, né à Nancy le 19 octobre 1852, est un orfèvre lorrain.
- 17 juin à Nancy (Meurthe-et-Moselle) : Théophile Nicolas Noblot est un homme politique français né le 11 janvier 1824 à Arconville (Aube).
- Octobre à Nancy : Antoine Chautan de Vercly (1804-1891), général de brigade français du Second Empire.
- 21 décembre à Neufchâteau (Vosges) : Charles Contaut, homme politique français né le 11 janvier 1802 à Épinal (Vosges).
- 27 décembre à Blénod-lès-Toul : Joseph Théodore Petitbien, homme politique français né le 11 mai 1818 à Blénod-lès-Toul (Meurthe).